# Lista samochodów Fiat
Lista samochodów Fiat − pełna lista modeli produkowanych przez włoski koncern motoryzacyjny FIAT od początku istnienia, czyli 1899 roku. Lista uwzględnia także modele produkowane na licencji firmy Fiat, ich wersje pochodne, modele sprzedawane pod marką Polski Fiat oraz modele produkowane poza Europą.

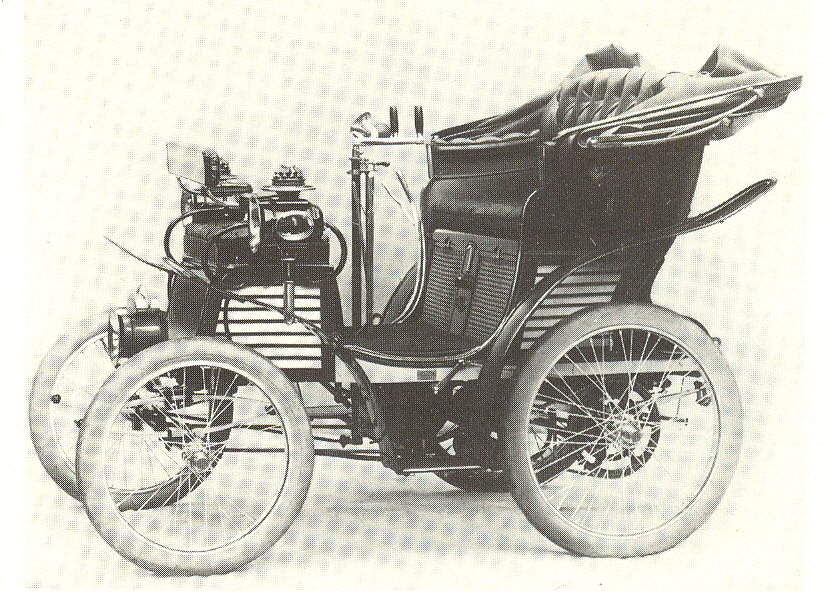
Fiat 3,5 HP z 1899 roku

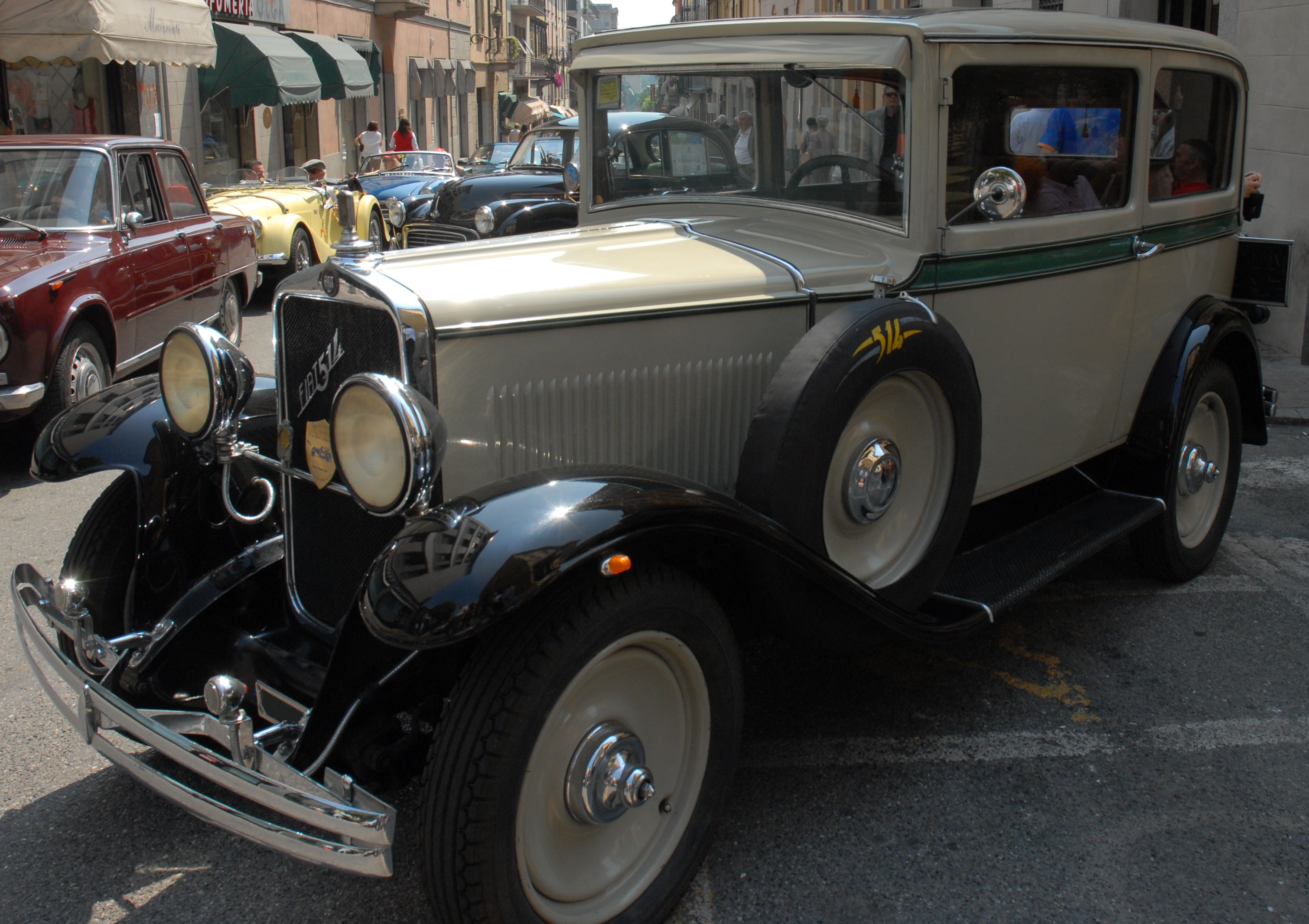
Fiat 514

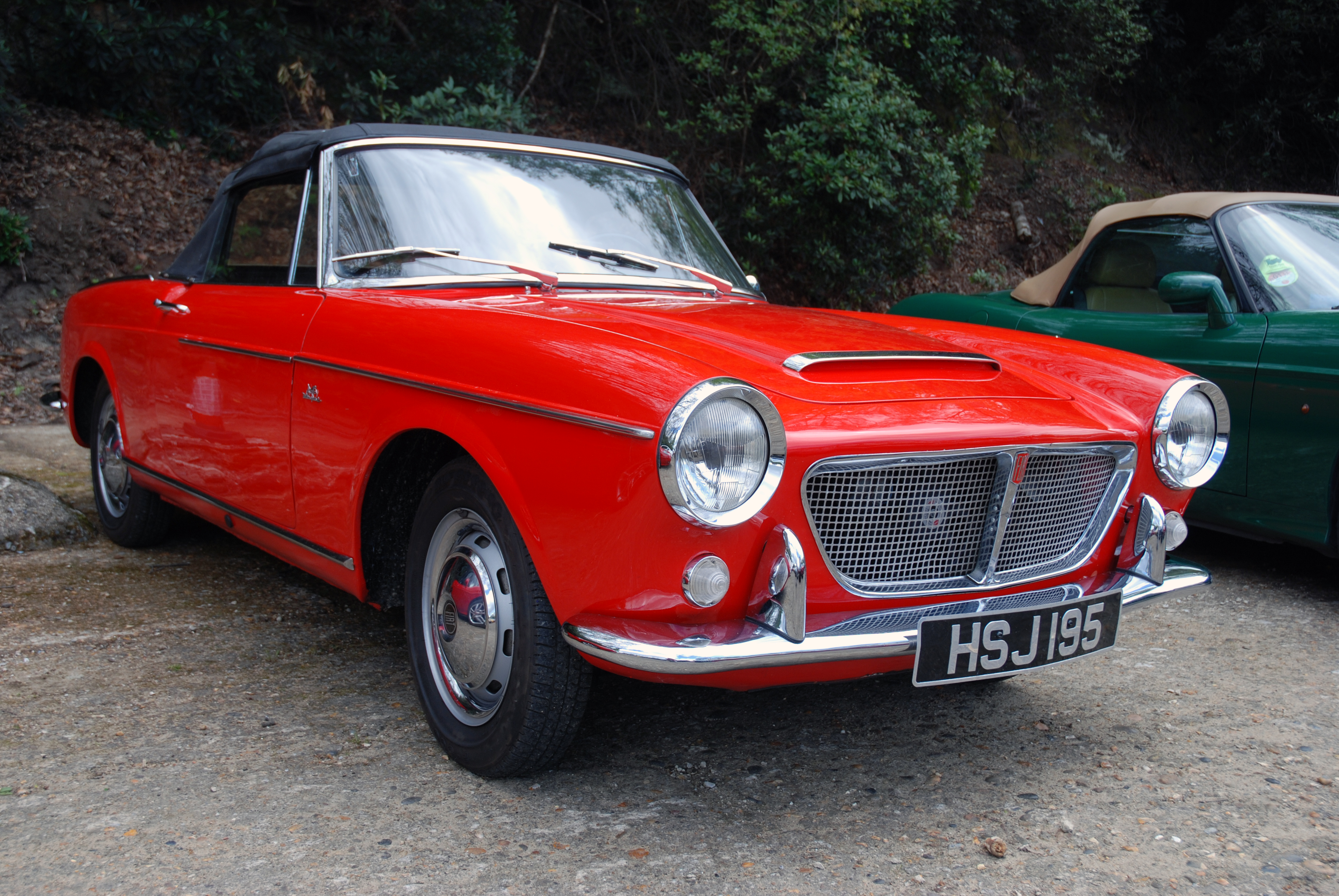
Fiat 1200

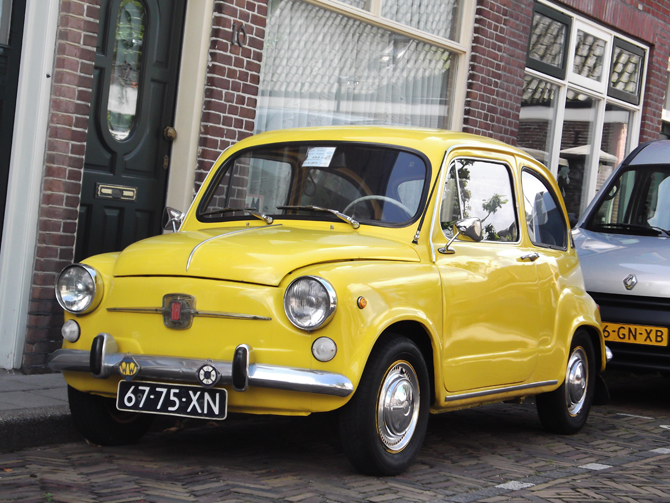
Fiat 600L

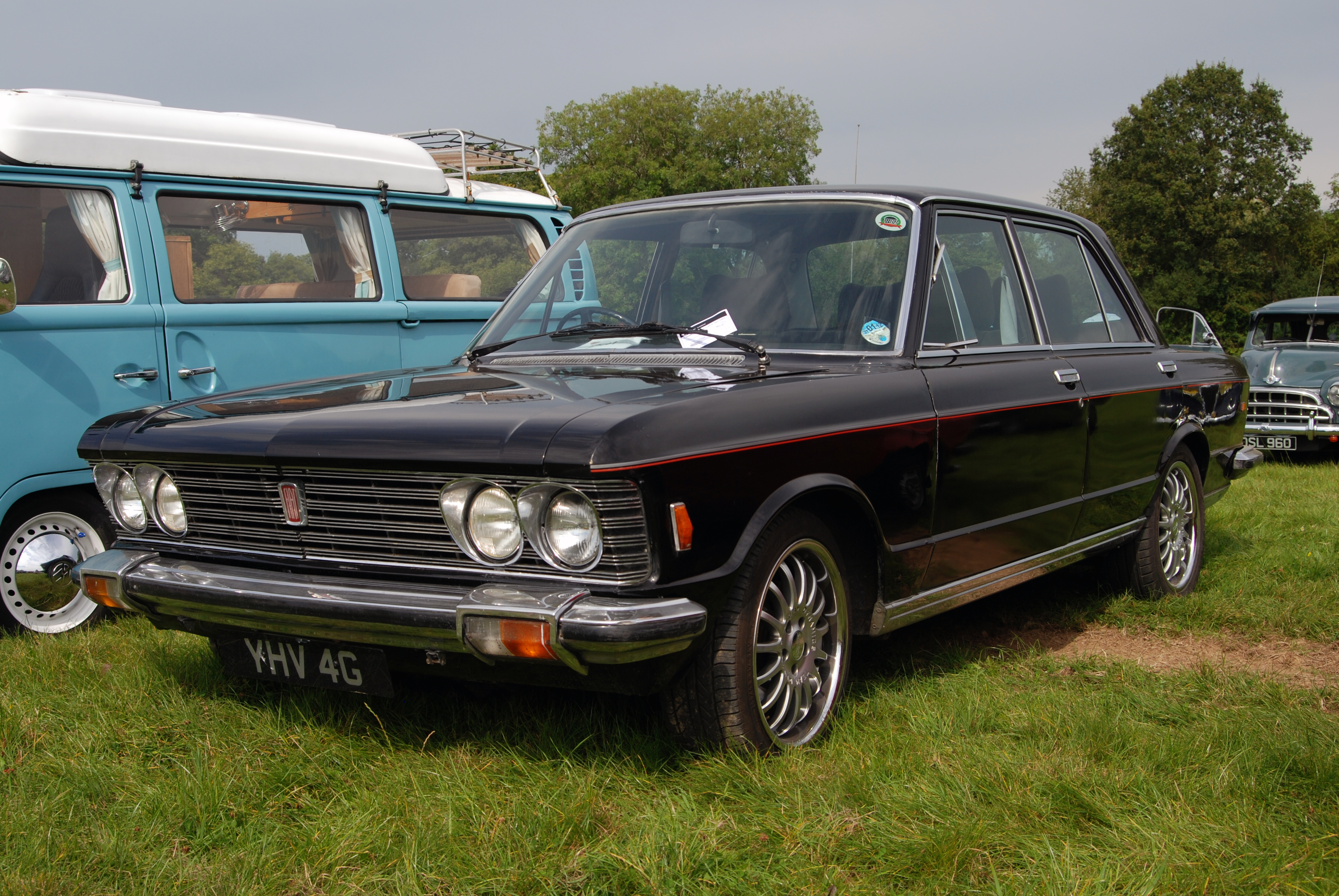
Fiat 130

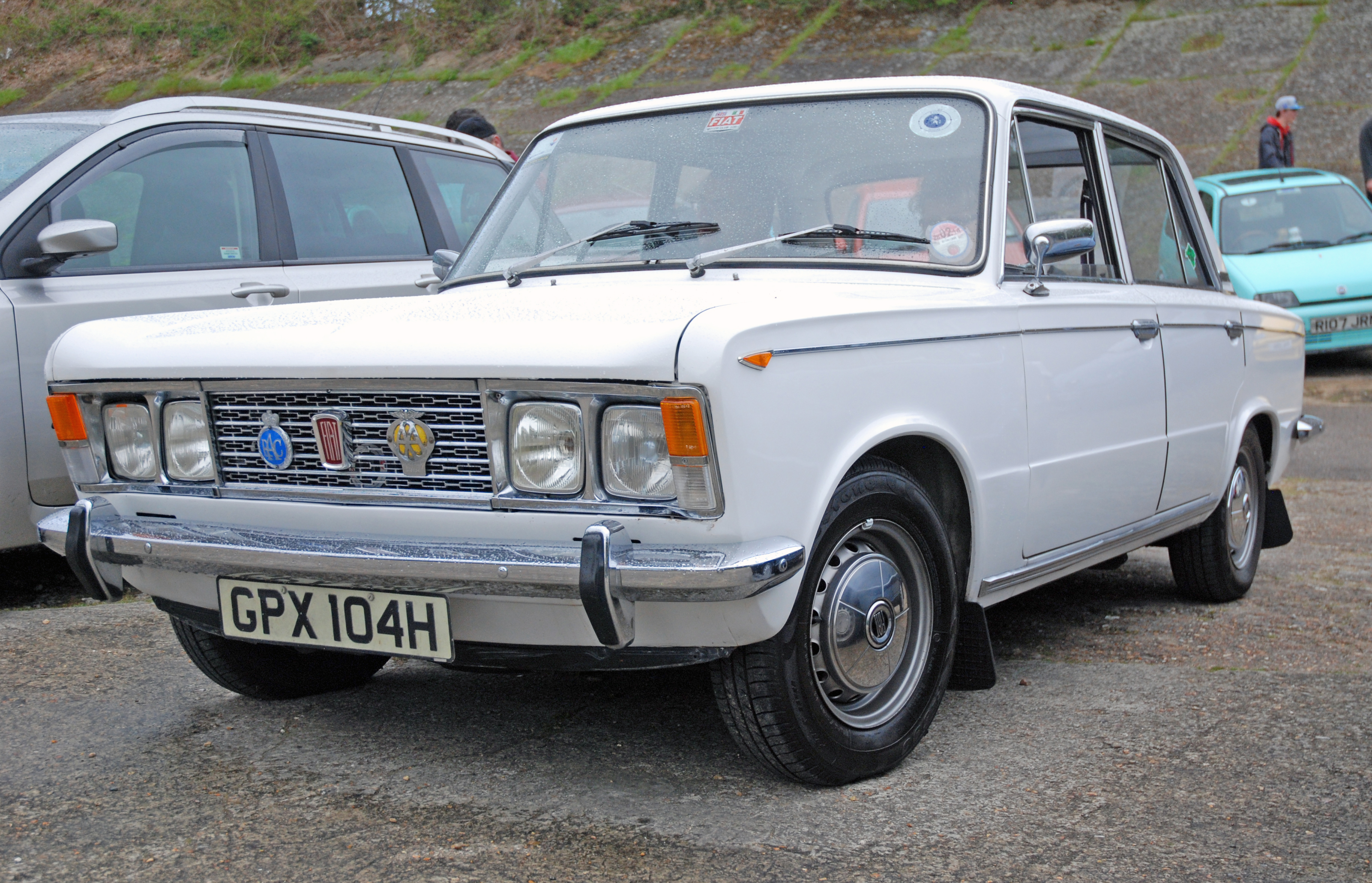
Fiat 125

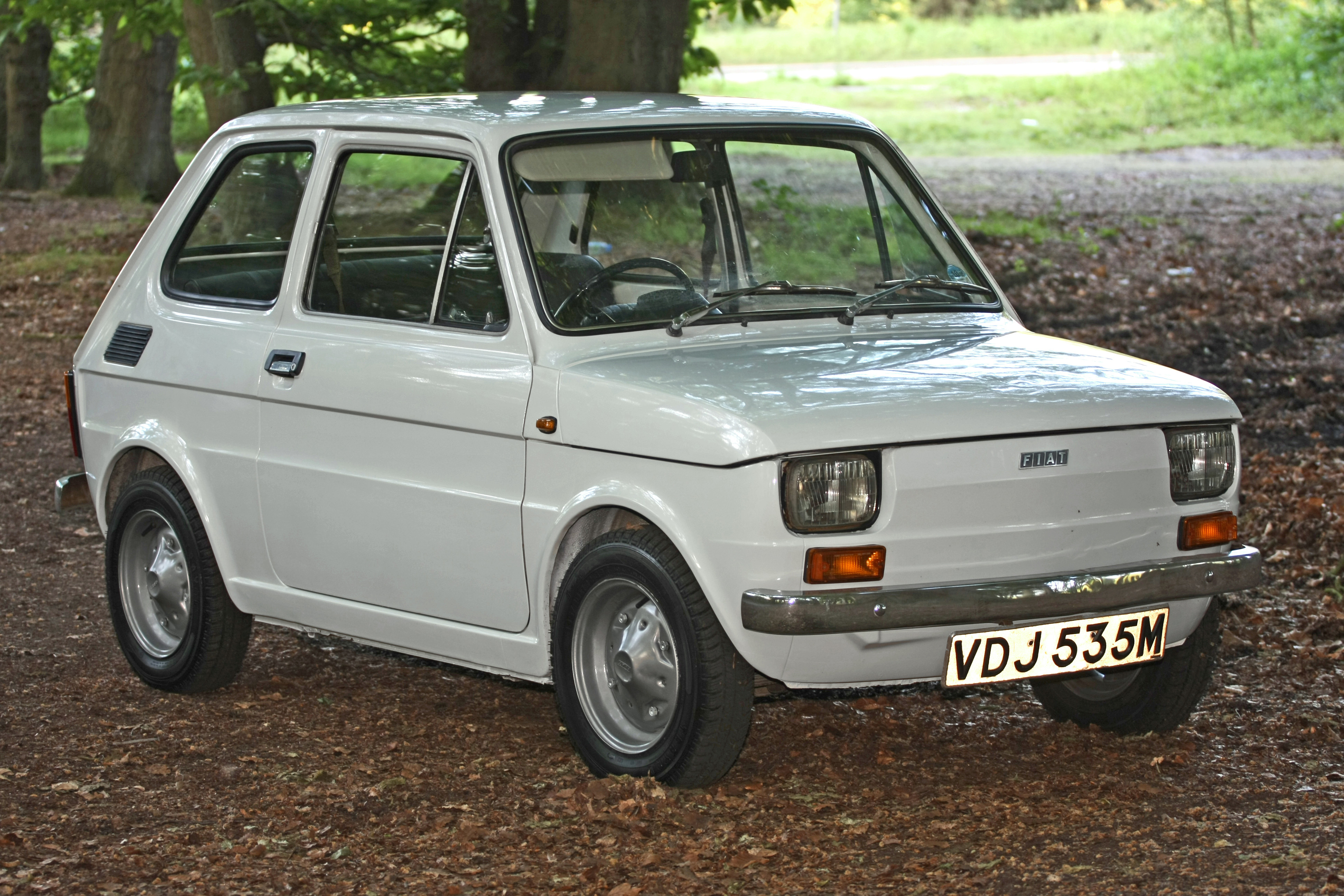
Fiat 126 z 1973 roku

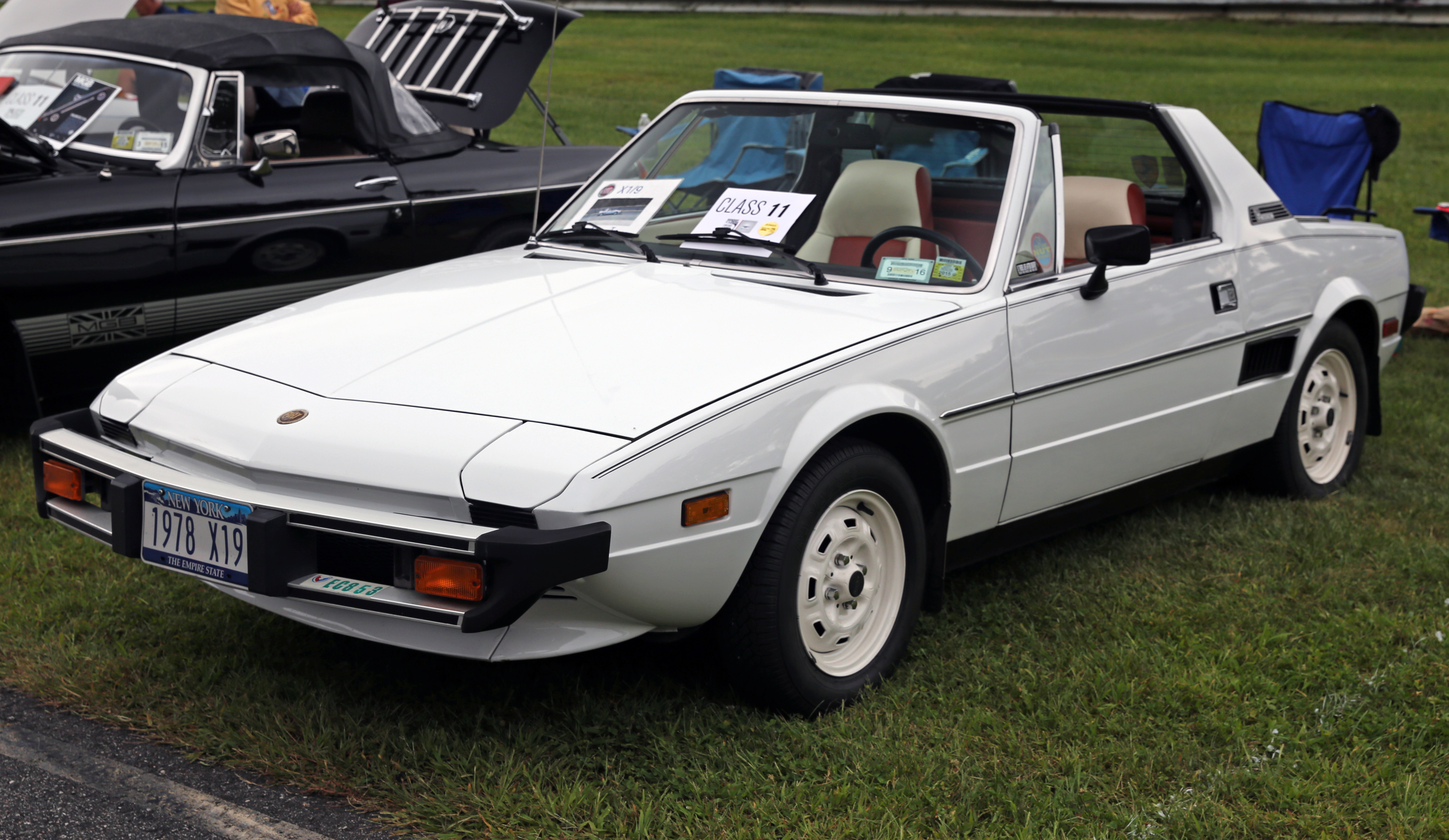
Fiat X1/9 z 1978 roku

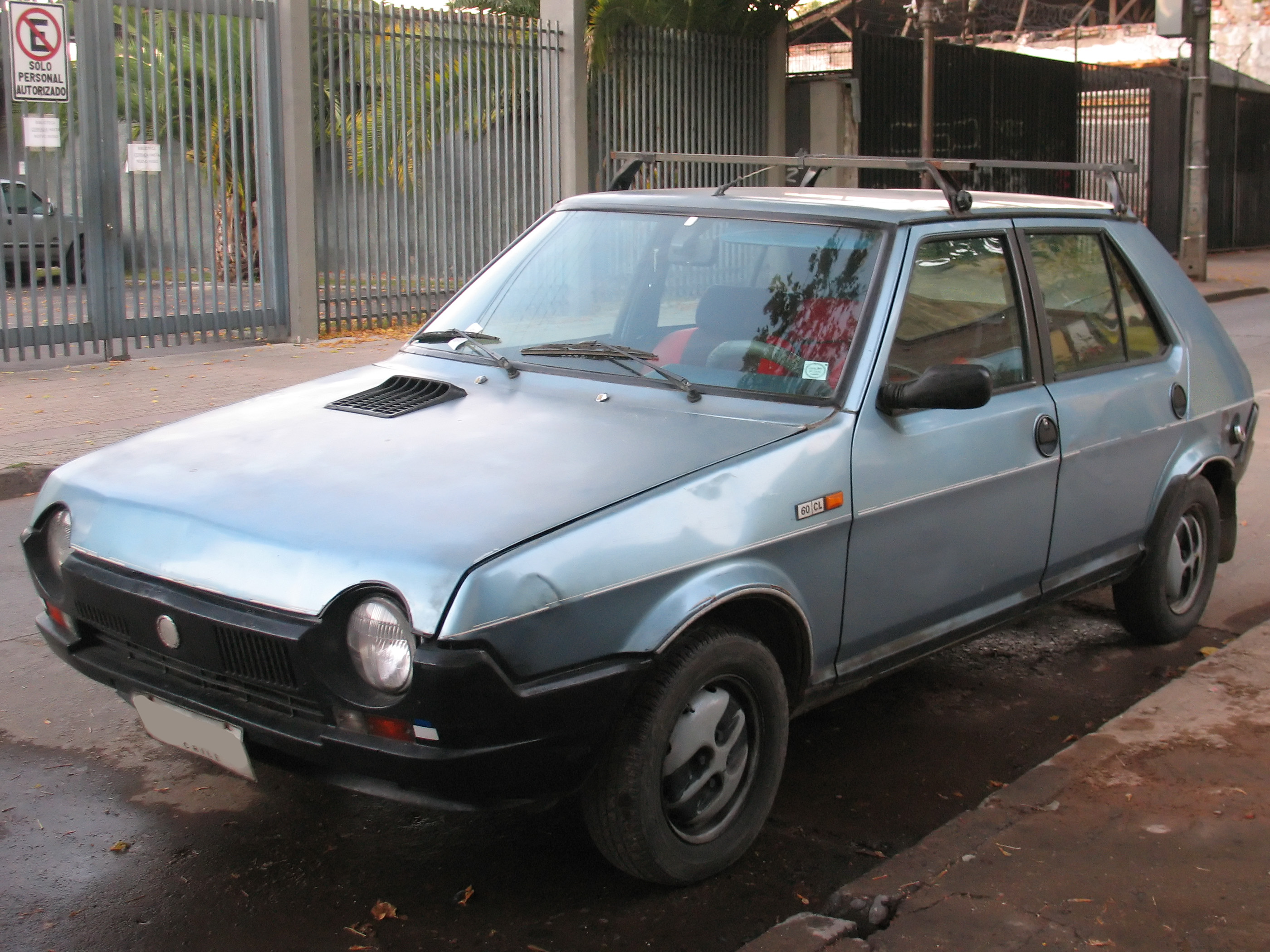
Fiat Ritmo z 1982 roku

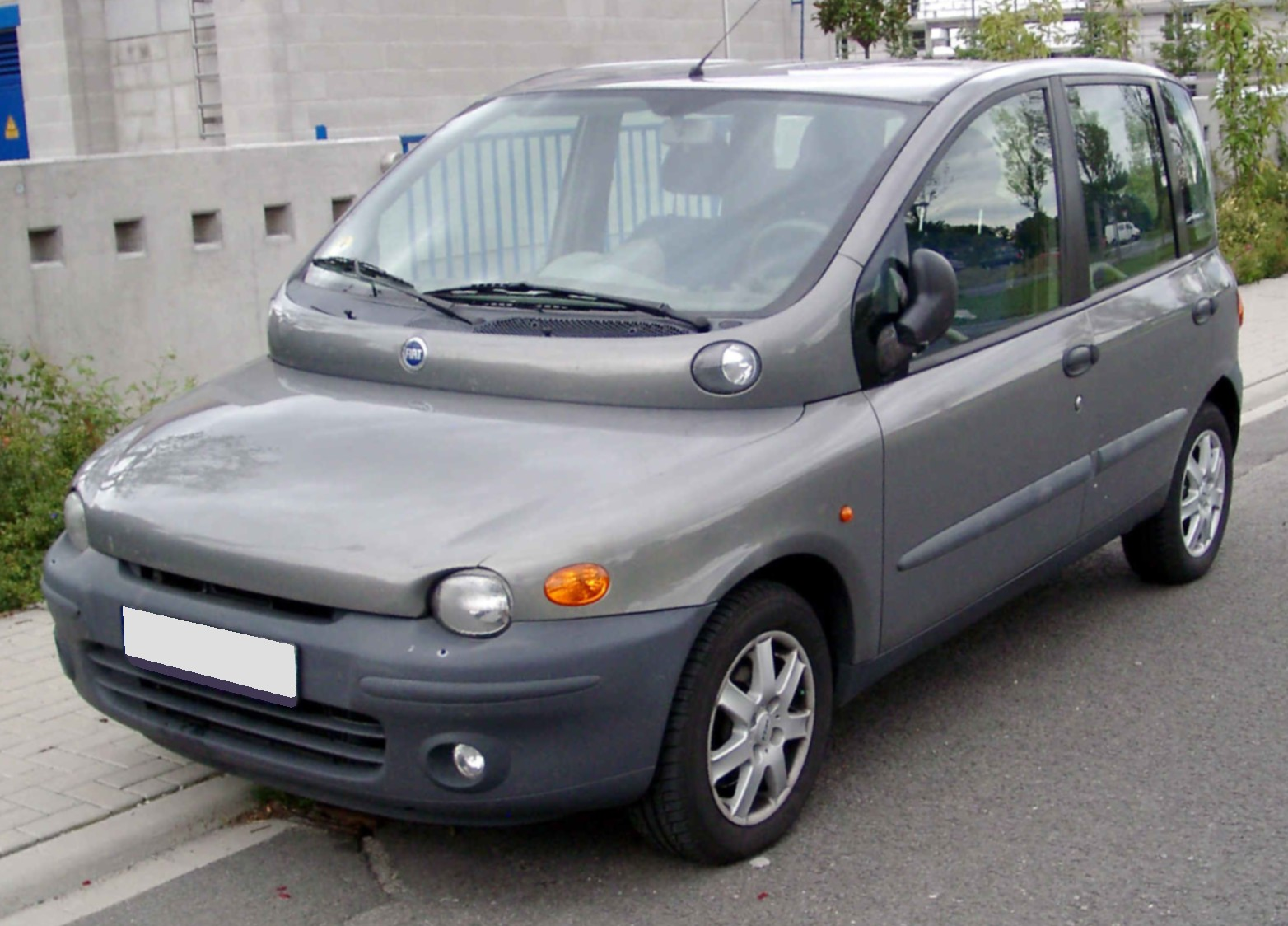
Fiat Multipla

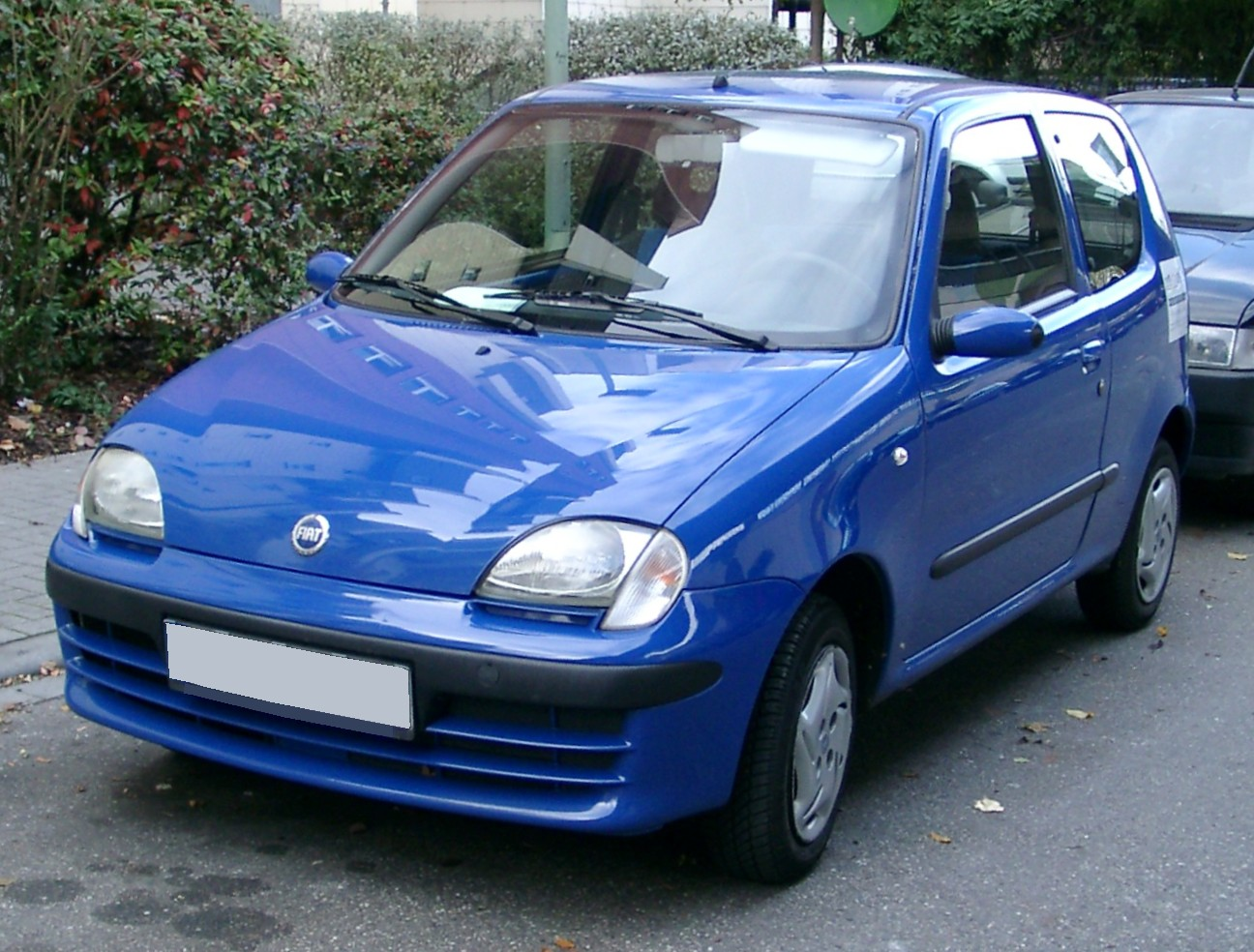
Fiat Seicento

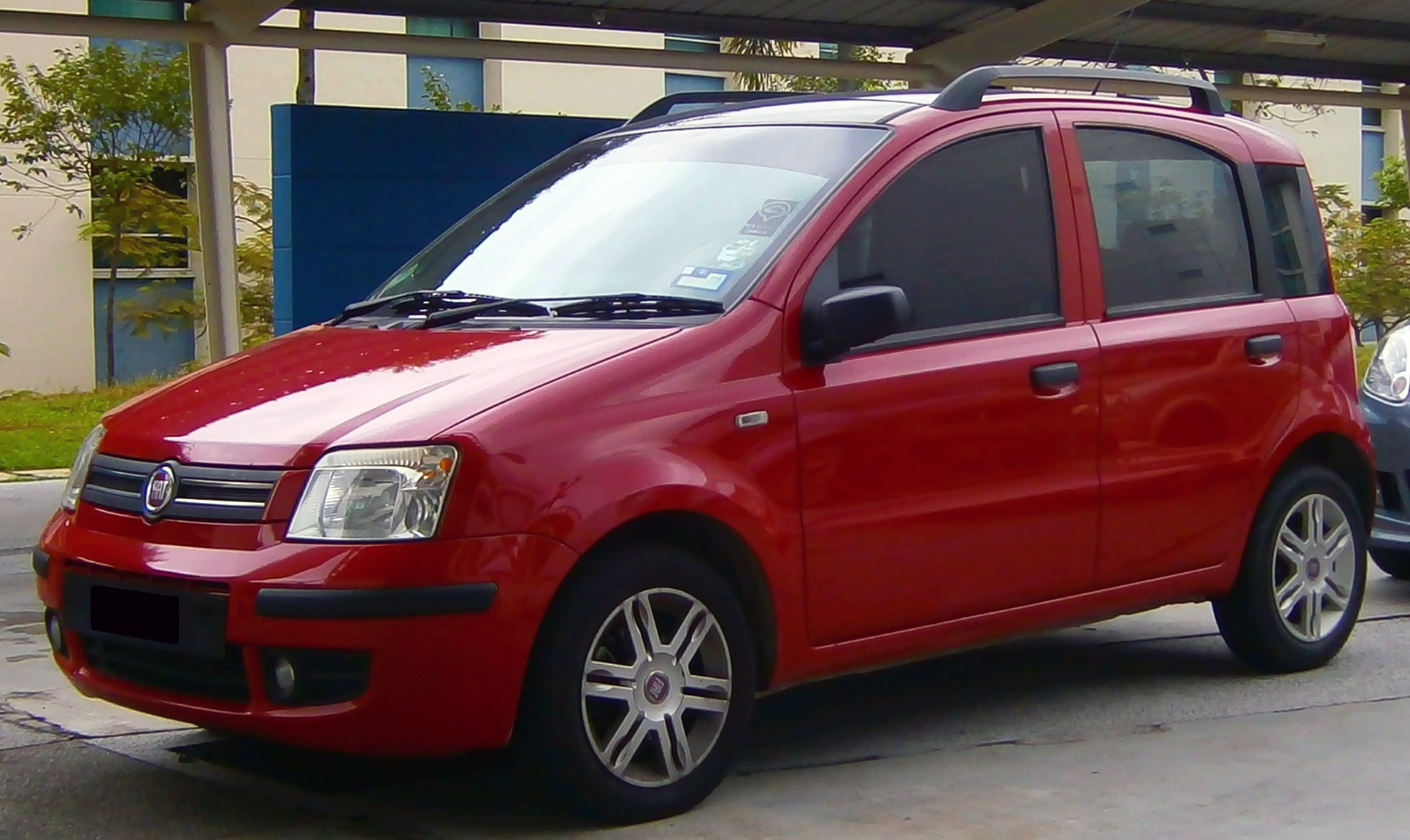
Fiat Panda II

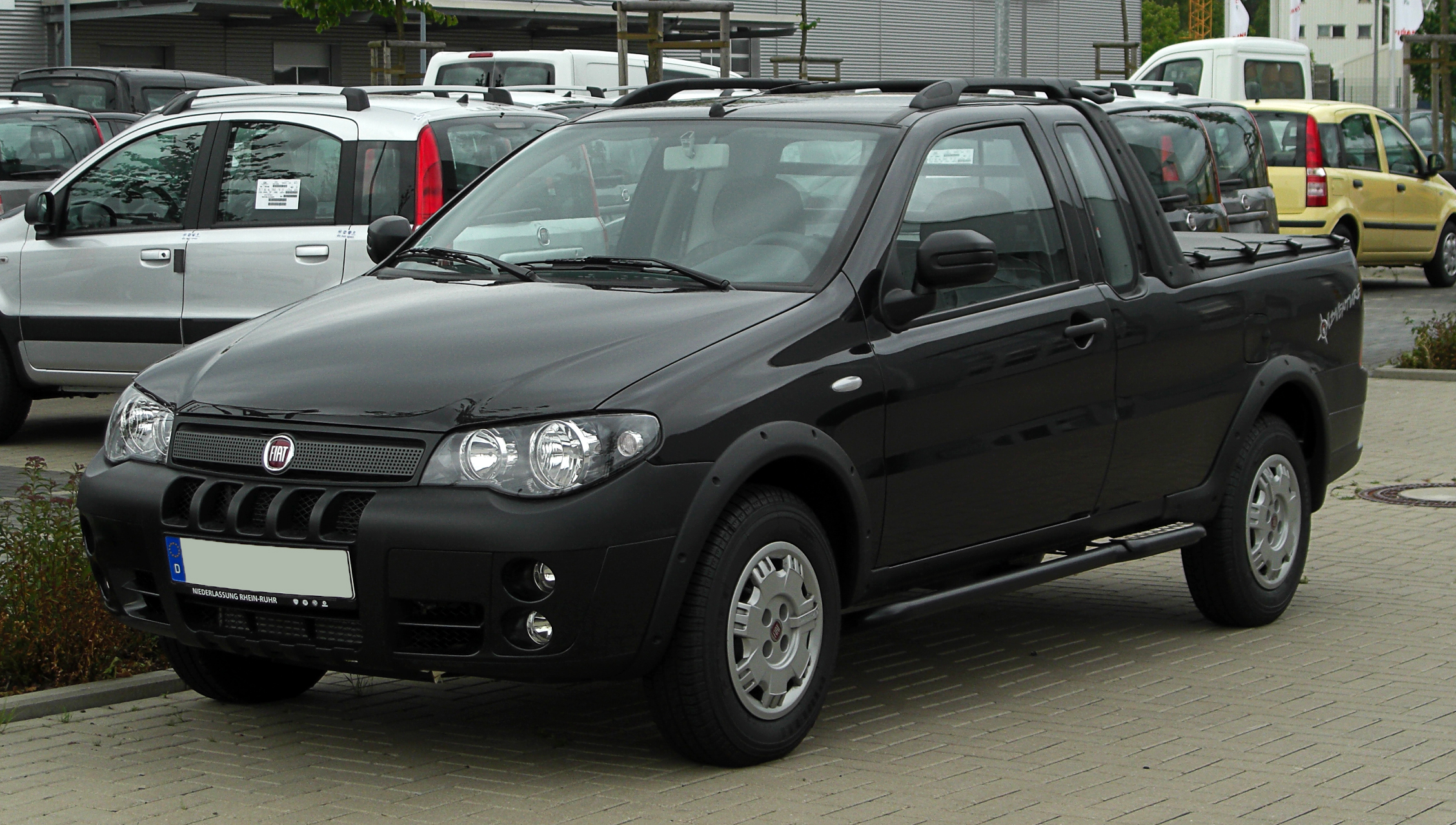
Fiat Strada

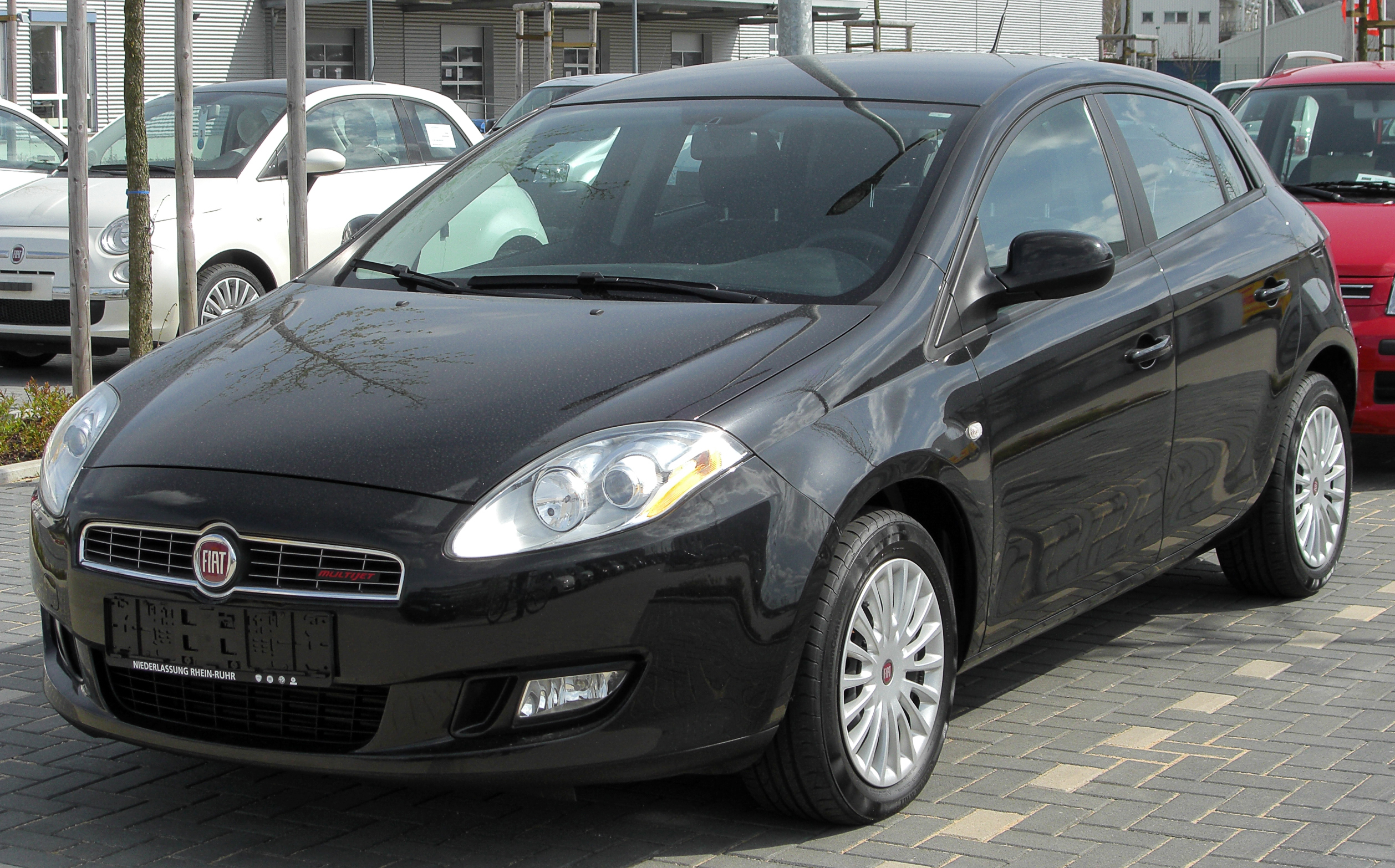
Fiat Bravo

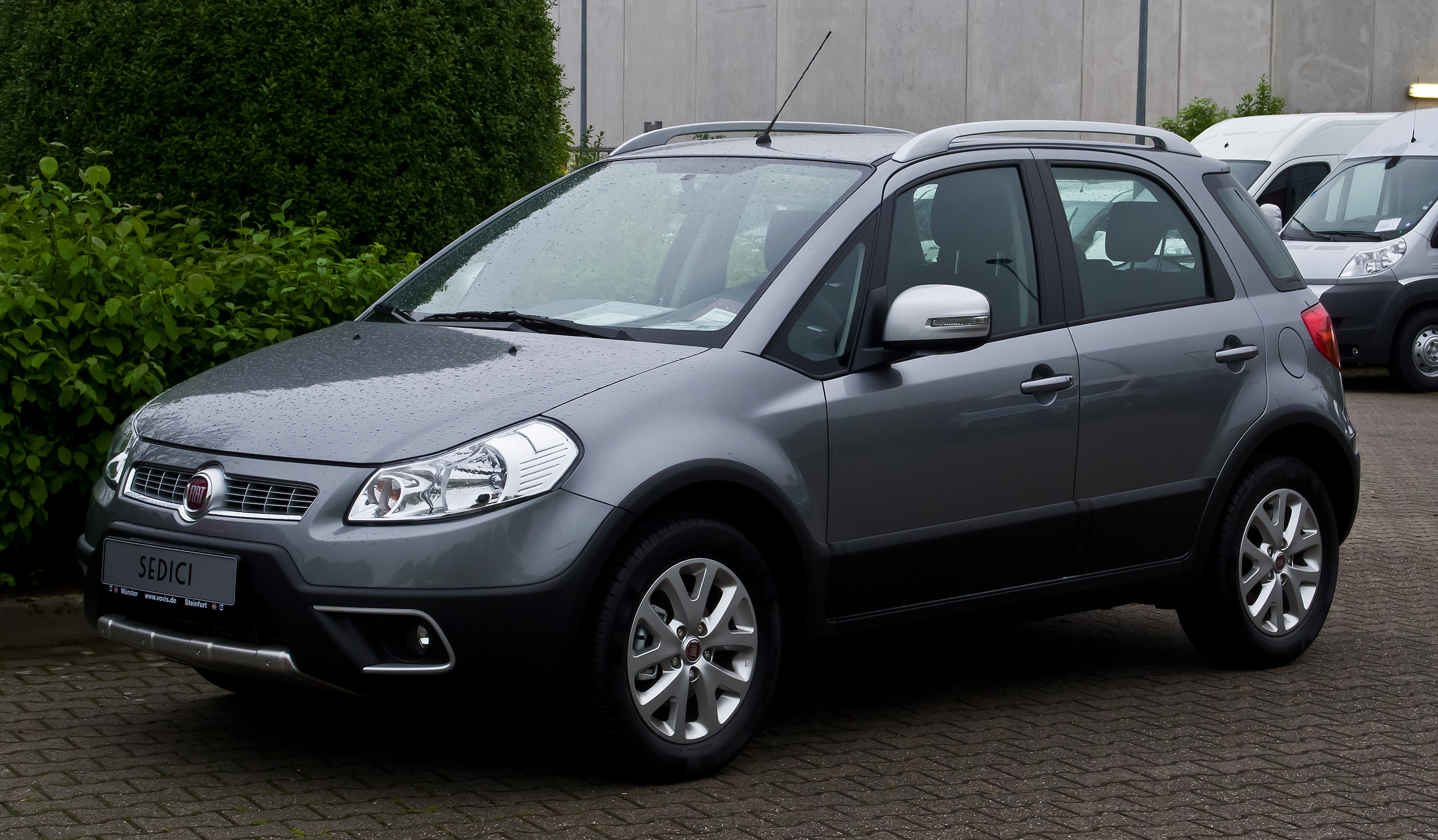
Fiat Sedici

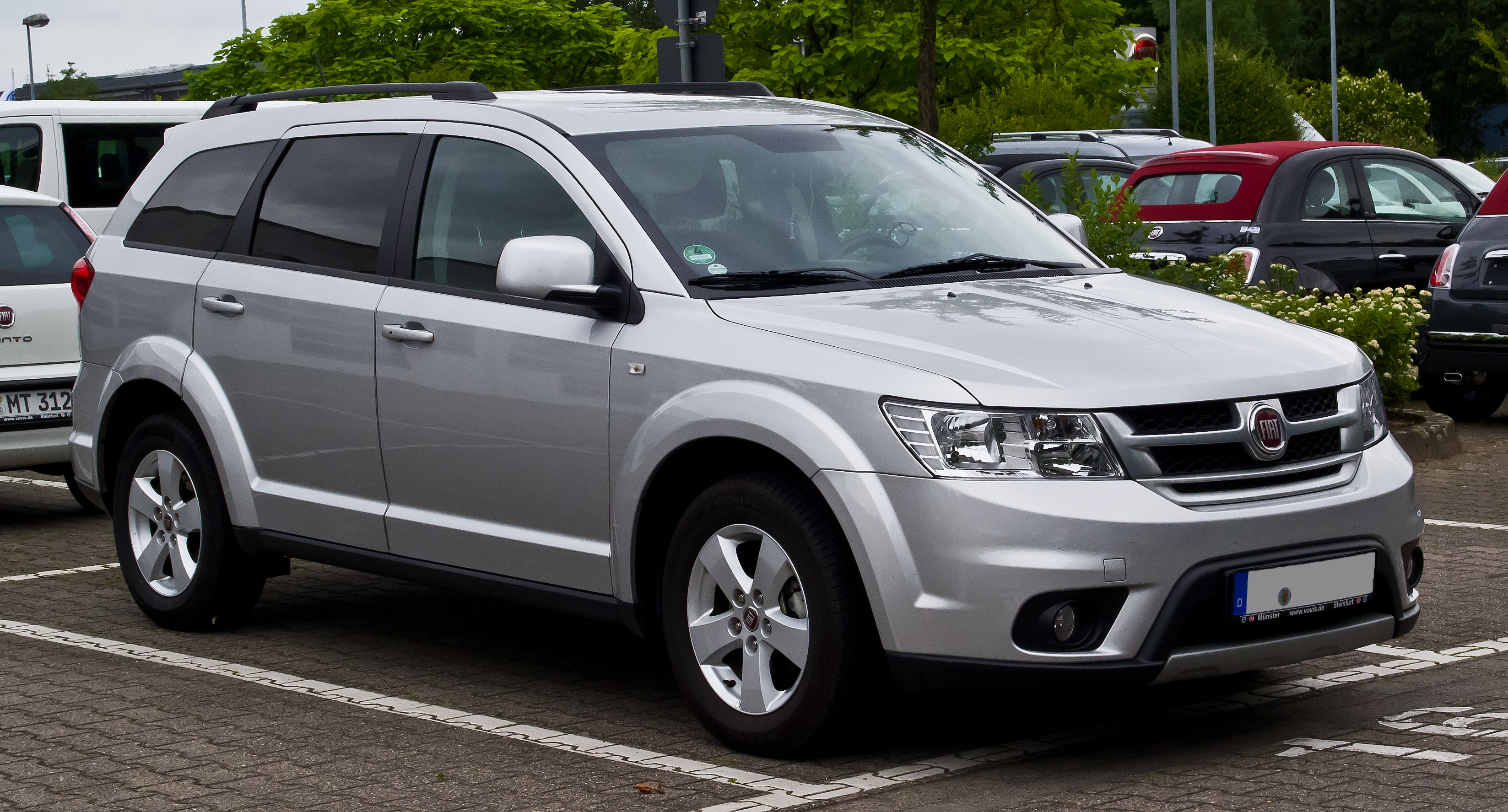
Fiat Freemont

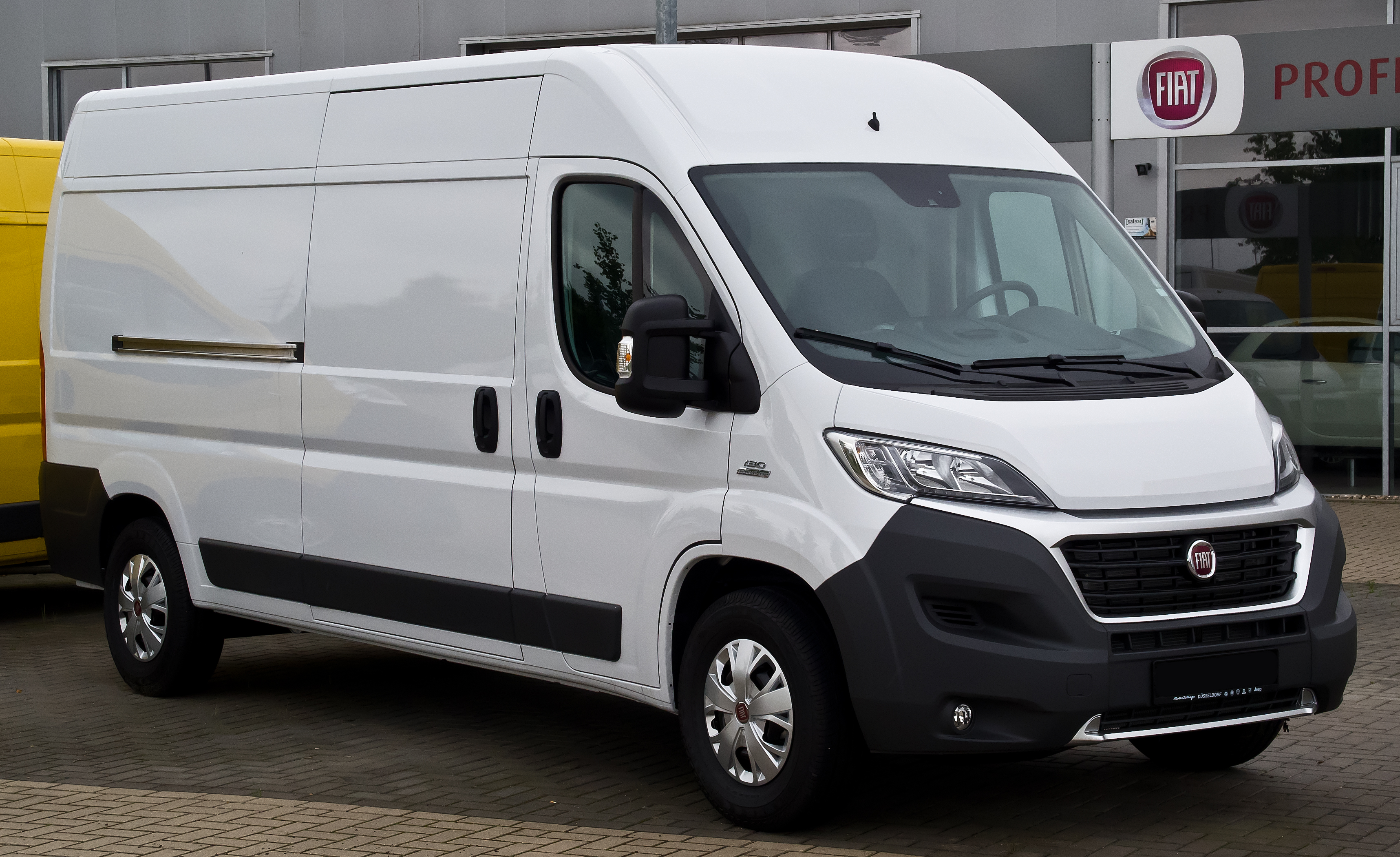
Fiat Ducato z 2014 roku

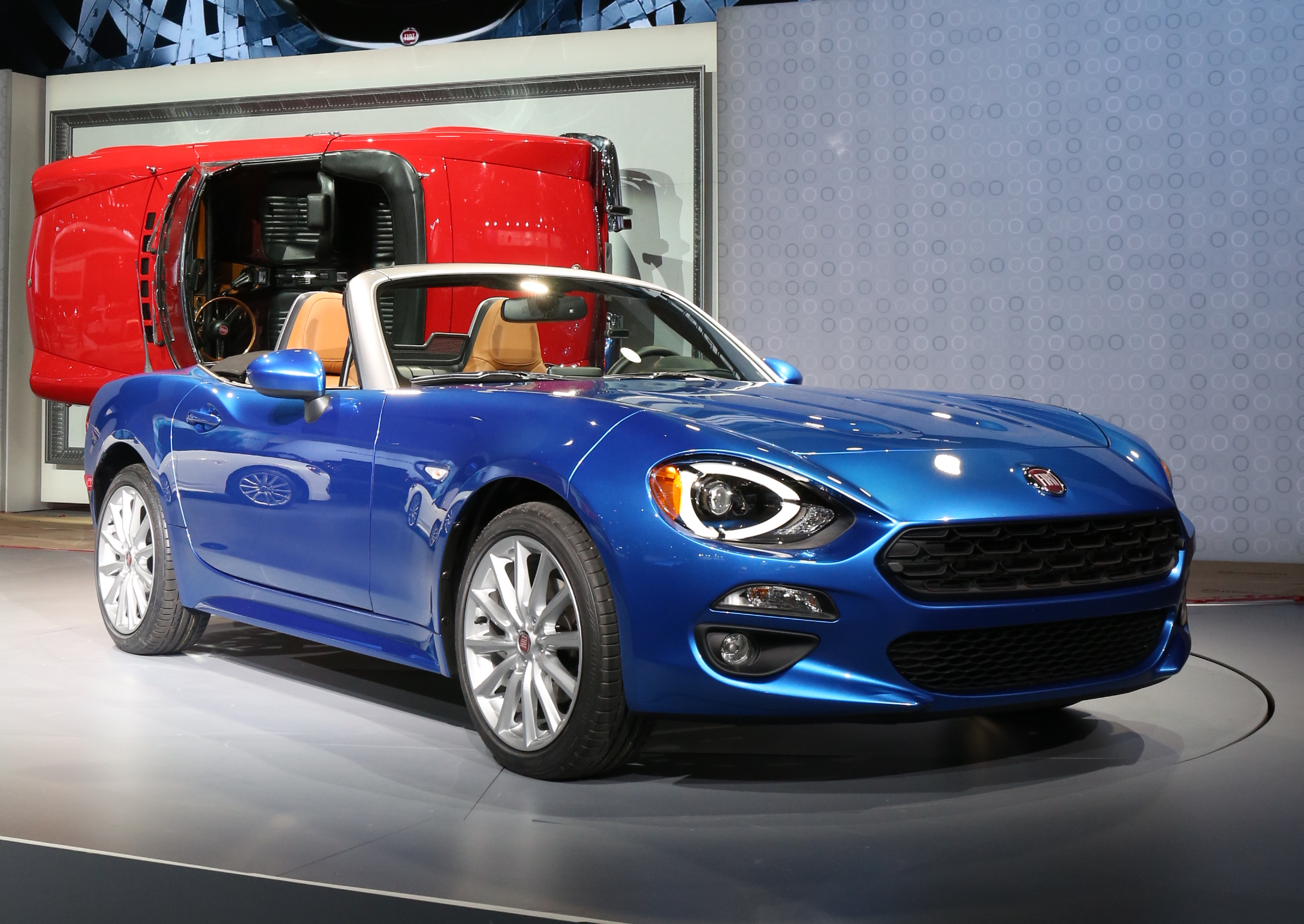
Fiat 124 Spider z 2015 roku

## Modele produkowane obecnie

### Europa

#### Osobowe:

##### Miejskie
- 500e
- Panda
- Tipo

##### Crossovery:
- Grande Panda

- 600

#### Dostawcze:
- Doblò
- Scudo
- Ducato

### Brazylia
Osobowe:
- Mobi
- Argo
- Cronos

#### Crossovery:
- Fastback
- Pulse

Pickupy:
- Strada
- Toro
- Titano

#### Dostawcze:
- Fiorino

### Historyczne nowożytne
- Argenta (1981 - 1985)
- Oggi (1983 - 1985)
- Panorama (1980 - 1986)
- Ritmo (1978 - 1988)
- X1/9 (1972 - 1989)
- Regata (1983 - 1990)
- Tipo (1988 - 1995)
- Croma (1985 - 1996)
- Cinquecento (1991 - 1998)
- Tempra (1990 - 1999)
- Duna (1985 - 2000)
- Elba (1986 - 2000)
- Coupé (1993 - 2000)
- Bravo (1995 - 2001)
- Brava (1995 - 2001)
- Barchetta (1995 - 2005)
- Marea (1996 - 2007)
- Ulysse (1994 - 2010)
- Seicento (1998 - 2010)
- Multipla (1998 - 2010)
- Stilo (2001 - 2010)
- Albea (2002 - 2010)
- Croma (2005 - 2011)
- Sedici (2005 - 2014)
- Bravo (2007 - 2014)
- Linea (2007 - 2015)
- Freemont (2011 - 2015)
- Idea (2003 - 2017)
- Viaggio (2012 - 2017)
- Ottimo (2014 - 2017)
- Punto (1993 - 2018)
- Fullback (2015 - 2019)
- Qubo (2008 - 2020)
- Palio (1996 - 2020)
- Talento (2016 - 2020)
- 124 Spider (2016 - 2020)
- Siena (1996 - 2021)
- 500L (2012 - 2022)
- 500X (2014 - 2024)
- 500 (2007 - 2024)

## Historyczne pozostałe
- Fiat 3.5 CV
- Fiat 6 HP
- Fiat 8 HP
- Fiat 10 HP
- Fiat 12 HP
- Fiat 12-15 HP Model Zero
- Fiat 16 HP
- Fiat 16-20 HP
- Fiat 16-24 HP
- Fiat 18-24 HP
- Fiat 20-30 HP
- Fiat 24-32 HP
- Fiat 24-40 HP
- Fiat 28-40 HP
- Fiat 35-45 HP
- Fiat 50 HP
- Fiat 60 HP
- Fiat 130 HP
- Fiat 1/1 Fiacre/12-15 HP
- Fiat 2B 15-20 HP
- Fiat 3 A
- Fiat 3 TER
- Fiat 4
- Fiat 5
- Fiat 6
- Fiat 8V
- Fiat 25
- Fiat 40 NC
- Fiat 70
- Fiat 124
- Fiat 124 Sport Spider
- Fiat 125
- Fiat-Vignale 125 Samantha
- Polski Fiat 125p
- Fiat 126
- Polski Fiat 126p
- Polski Fiat 126p Cabrio
- Fiat 127
- Polski Fiat 127p
- Fiat 128
- Fiat 130
- Fiat 131
- Polski Fiat 132p
- Fiat 133
- Fiat 147
- Fiat 238
- Fiat 242
- Fiat 500
- Fiat 501
- Fiat 502
- Fiat 503
- Fiat 505
- Fiat 507
- Fiat 508
- Polski Fiat 508 Łazik
- Fiat 509
- Fiat 510
- Fiat 512
- Fiat 514
- Fiat 515
- Fiat 518
- Fiat 519
- Fiat 520
- Fiat 520 Superfiat
- Fiat 521
- Fiat 522
- Fiat 524
- Fiat 525
- Fiat 527
- Fiat 600
- Fiat 612
- Fiat 614
- Fiat 615
- Fiat 616
- Fiat 618
- Fiat 619
- Fiat 621
- Fiat 626
- Fiat 691
- Fiat 770
- Fiat 850
- Fiat 900
- Fiat 1100
- Fiat 1200
- Fiat 1300/1500
- Fiat 1400/1900
- Fiat 1500
- Fiat 1800/2100
- Fiat 2300
- Fiat 2800
- Fiat Bianchina
- Fiat Brevetti
- Fiat Campagnola
- Fiat Dino
- Fiat S61 Corsa
- Fiat S76
- Fiat Topolino
- Fiat Turbina
- Fiat typ 2 (15-20 HP)
- Fiat typ 3 (20-30 HP)
- Fiat typ 4 (30-45 HP)
- Fiat typ 5 (50-60 HP)
- Fiat typ 6 (50-60 HP)

### Autobusy
- Fiat 314/3
- Fiat 370.12.26
- Fiat 421
- Fiat 470
- Fiat 666RN
- Fiat 672 F101/Tallero-Milano
- Fiat 672F
- Fiat 6567/511

## Samochody koncepcyjne
- Fiat Cinquecento Rush (1992)
- Fiat Downtown (1993)
- Fiat Firepoint (1994)
- Fiat Oltre (2005)
- Fiat Ecobasic (2005)
- Fiat IED X1/99 (2005)
- Fiat Ducato Truckster (2006)
- Fiat FCC (2006)
- Fiat Grande Punto Abarth S2000 (2007)
- Fiat Sentiero (2009)
- Fiat Uno Cabrio (2010)
- Fiat Mio (2010)
- Fiat Fullback (2015)
- Fiat Toro (2015)